# Miguel de Castro
D. Miguel de Castro (1536 - 1625) foi bispo de Viseu (1579-1586), arcebispo de Lisboa (1586-1625) e vice-rei de Portugal. Doutorou-se em Teologia na Universidade de Coimbra e foi nomeado inquisidor do Santo Ofício em 1556, passando, 11 anos mais tarde, a deputado do Conselho-Geral.
Era filho de D. Diogo de Castro, alcaide-mór de Alegrete, com D. Leonor de Ataíde, filha do célebre capitão de Safim, Nuno Fernandes de Ataíde. E irmão de D. Fernando de Castro, 1.º Conde de Basto.
Protegido do cardeal-rei D. Henrique, ascendeu à prelazia de Viseu em 1579 e em 1585 é nomeado arcebispo de Lisboa, sucedendo a D. Jorge de Almeida.
Orientou ainda a reimpressão das Constituições do Arcebispado de Lisboa «assim as antigas como as extravagantes». D. Miguel exerceu altas funções durante o domínio filipino, sendo um dos governadores do Reino em 1593.
Foi-lhe dedicada, em 1611, por António Carvalho de Parada, uma biografia de Bartolomeu da Costa.
Em 1615 sucedeu ao bispo D. Pedro de Castilho como vice-rei de Portugal, cargo que ocupou durante dois anos. Faleceu a 1 de julho de 1625, na Sé de Lisboa, onde ficou sepultado.